# Шандра чужеземная
Шандра чужеземная (лат. Marrubium peregrinum) — многолетнее растение, вид рода Шандра (Marrubium) семейства Яснотковые (Lamiaceae).

## Распространение и экология
Встречается в Юго-Восточной и на юге Центральной Европы, в Турции и Предкавказье.
Растёт по сухим степным склонам.

## Ботаническое описание
Растение высотой 30—60 см, серовойлочное.
Стеблей несколько, разветвлённые, с горизонтально отстоящими ветвями.
Нижние и средние стеблевые листья продолговато-ромбические, у основания цельнокрайные, кверху городчато-пильчато; верхушечные — уменьшенные, ланцетовидные, сверху буровато-зелёные, морщинистые.
Соцветие разветвлённое, из многочисленных 8—10-цветковых ложных мутовок; прицветники равны трубке или половине её длины, шиловидные, толстоватые, серые; чашечка колокольчатая, с пятью прямыми, треугольными зубцами; венчик белый, трубка немного выдаётся из чашечки.
Орешки треугольно-эллиптические, тёмно-бурые, мелко бугорчатые.

## Классификация
Вид Шандра чужеземная входит в род Шандра (Marrubium) подсемейства Яснотковые (Nepetoideae) семейства Яснотковые (Lamiaceae) порядка Ясноткоцветные (Lamiales).
|  |                                      |  |                                                             |                                                             |                      |  | ещё 21 семейство (согласно Системе APG II) | ещё 21 семейство (согласно Системе APG II)  |                                             |  |  |  | ещё более 50 родов | ещё более 50 родов    |  |  |
|  |                                      |  |                                                             |                                                             |                      |  | ещё 21 семейство (согласно Системе APG II) | ещё 21 семейство (согласно Системе APG II)  |                                             |  |  |  | ещё более 50 родов | ещё более 50 родов    |  |  |
|  |                                      |  |                                                             | порядок Ясноткоцветные                                      |                      |  |                                            |                                             | подсемейство Яснотковые                     |  |  |  |                    | вид Шандра чужеземная |  |  |
|  |                                      |  |                                                             | порядок Ясноткоцветные                                      |                      |  |                                            |                                             | подсемейство Яснотковые                     |  |  |  |                    | вид Шандра чужеземная |  |  |
|  | отдел Цветковые, или Покрытосеменные |  |                                                             |                                                             | семейство Яснотковые |  |                                            |                                             | род Шандра                                  |  |  |  |                    |                       |  |  |
|  | отдел Цветковые, или Покрытосеменные |  |                                                             |                                                             |                      |  |                                            |                                             |                                             |  |  |  |                    |                       |  |  |
|  |                                      |  | ещё 44 порядка цветковых растений (согласно Системе APG II) | ещё 44 порядка цветковых растений (согласно Системе APG II) |                      |  |                                            | ещё 7 подсемейств (согласно Системе APG II) | ещё 7 подсемейств (согласно Системе APG II) |  |  |  | ещё около 40 видов |                       |  |  |
|  |                                      |  |                                                             | ещё 44 порядка цветковых растений (согласно Системе APG II) |                      |  |                                            |                                             | ещё 7 подсемейств (согласно Системе APG II) |  |  |  |                    |                       |  |  |